# Jenot azjatycki
Jenot azjatycki (Nyctereutes procyonoides), nazwy zwyczajowe: jenot, szop ussuryjski, junat, kunopies – gatunek drapieżnego ssaka należącego do rodziny psowatych (Canidae).

## Występowanie
Występuje w Azji i Europie, choć jego pierwotnym obszarem występowania był Daleki Wschód. W 1939 roku jenot (podgatunku ussuryjskiego) został sprowadzony do europejskiej części Związku Radzieckiego ze względu na swoje wartościowe futro – został zaaklimatyzowany na Ukrainie, Białorusi i Litwie. Stąd samorzutnie rozprzestrzenił się po Europie. Obecnie spotykany również w Skandynawii, Rumunii i Niemczech.
W Polsce zanotowano jego obecność w środowisku naturalnym po raz pierwszy w roku 1955 w Puszczy Białowieskiej. Występuje na terenie całego kraju, najliczniej w północno-wschodnich województwach. Hodowla fermowa jenota w Polsce została rozpoczęta w 1959 roku.
Zasięg występowania w zależności od podgatunku:
- N. procyonoides procyonoides – zachodnie i południowo-zachodnie Chiny i północne Indochiny
- N. procyonoides koreensis – Półwysep Koreański
- N. procyonoides orestes – centralne i południowe Chiny
- jenot ussuryjski (N. procyonoides ussuriensis) – północno-wschodnie Chiny, wschodnia Mongolia i południowo-wschodnia Rosja

## Etymologia
- Nyctereutes: νυκτερευτης nuktereutēs „nocny myśliwy”[9].
- procyonoides: rodzaj Procyon Storr, 1780; -οιδης -oidēs „przypominający”[10].
- koreensis: Korea[11].
- orestes: gr. ορεστης orestēs „mieszkaniec gór”, od ορος oros, ορεος oreos „góra”[11].
- ussuriensis: Kraj Nadmorski ang. Ussuriland, wschodnia Syberia[11].

## Opis
Długość ciała samców 49,2–70,5 cm, samic 50,5–69 cm, długość ogona samców 15–23 cm, samic 15–20,5 cm; masa ciała samców 2,9–12,4 kg, samic 3–12,5 kg. Futro puszyste o szarym zabarwieniu, z ciemną pręgą wzdłuż grzbietu. Bardzo charakterystyczne są odstające pasma włosów po bokach głowy – bokobrody. Pysk czarny. Z wyglądu przypomina szopa pracza, ale jenot ma ledwo przylegające do futra uszy i bardziej puszyste futro.

## Biotop
Występuje przede wszystkim w dużych lasach i różnego rodzaju mniejszych zadrzewieniach. Lubi przebywać w pobliżu wody.

## Tryb życia
Jest drapieżnikiem, ale dużą część jego pożywienia stanowią też rośliny. Poluje głównie nocą. Głównymi ofiarami jego polowań są drobne gryzonie oraz jaja i pisklęta ptaków gniazdujących na ziemi. Nie gardzi także drobniejszą zdobyczą: ślimakami, owadami, skorupiakami i drobnymi kręgowcami. W dzień ukrywa się w norach. Rzadko jednak kopie je sam, przeważnie wykorzystuje nory wykopane przez borsuka lub lisa. Czasami kryje się w dziuplach drzew. Można go spotkać również w stogach słomy. Jenot jest jedynym przedstawicielem rodziny psowatych, który zapada w sen zimowy (od listopada do marca).

## Rozród
Ciąża trwa od 59 do 64 dni. Samica rodzi 5–7 młodych (w kwietniu lub w maju). Rodzą się ślepe, bez zębów i prawie gołe. Przez dwa miesiące odżywiają się mlekiem matki, następnie stopniowo przechodzą na inny pokarm. Towarzyszą matce aż do jesieni. Dojrzewają płciowo w 9–11 miesiącu życia.
Samiec opiekuje się młodymi wraz z samicą.

## Ochrona
W Polsce od 1 kwietnia 2022 r. nie jest zwierzęciem łownym. Jest na liście inwazyjnych gatunków obcych (IGO). Gatunki te w odróżnieniu od gatunków łownych nie wymagają uprzedniego zaplanowania liczby osobników do pozyskania.

## Zachowanie i użyteczność
Jenot jest łatwy do oswojenia, mało agresywny. Nie jest zagrożony wyginięciem. Jako jedyny z psowatych zasypia na zimę. Futro jenota jest wykorzystywane przy produkcji kurtek, najczęściej jako ozdoba kaptura oraz inne wyroby galanteryjne.